# Bieno
Bieno é uma comuna italiana da região do Trentino-Alto Ádige, província de Trento, com cerca de 441 habitantes. Estende-se por uma área de 11 km², tendo uma densidade populacional de 40 hab/km². Faz divisa com Pieve Tesino, Scurelle e Strigno.